# Ostalgie

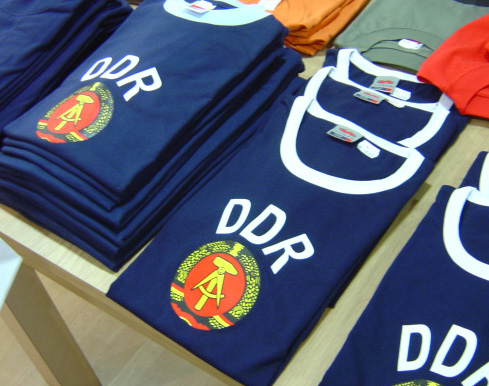
DDR-T-shirts, te koop in Berlijn in 2004

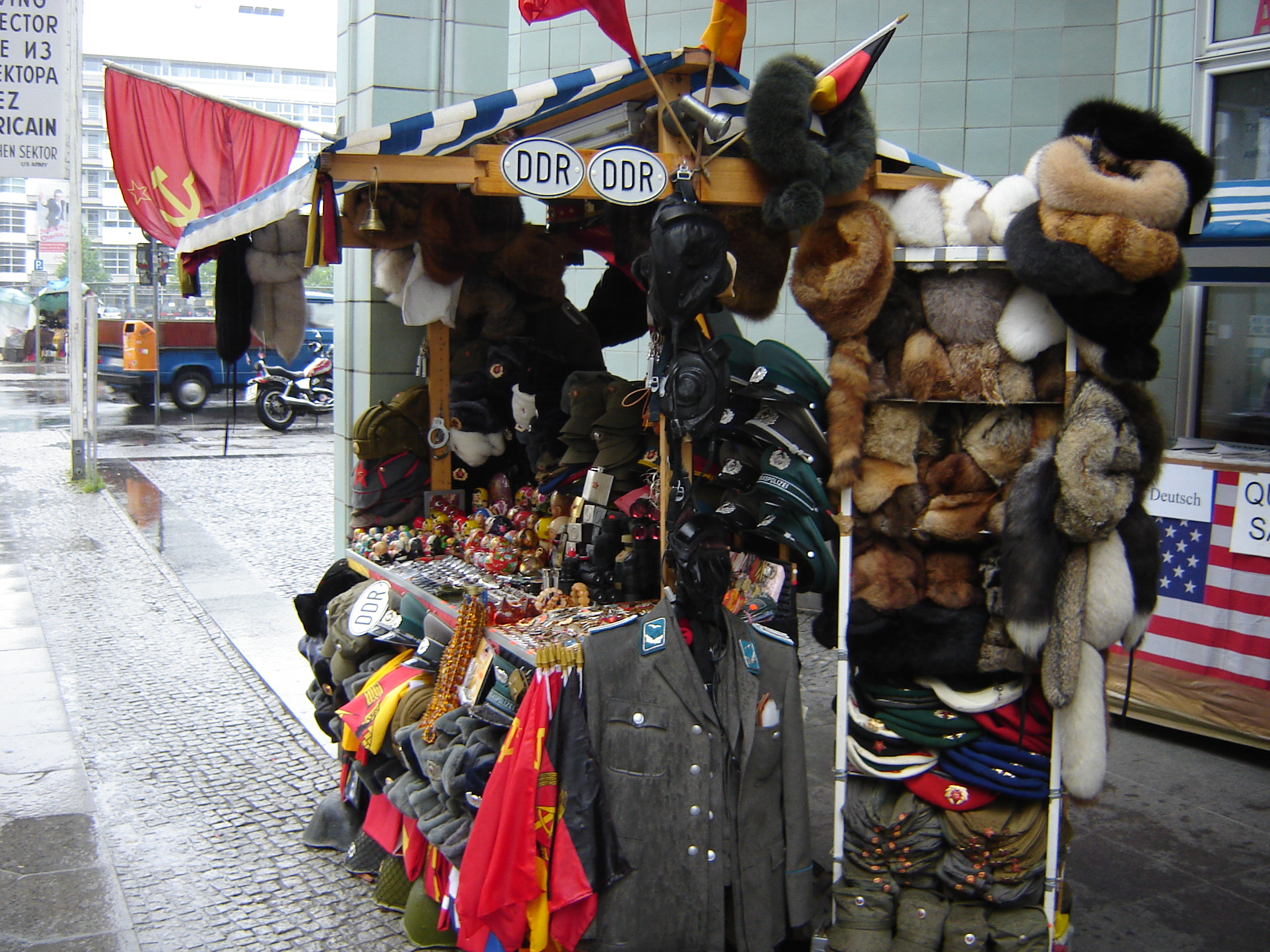
Kraam met DDR spullen in Berlijn in 2006

Ostalgie is een Duitse term voor het verlangen naar het dagelijks leven ten tijde van de DDR. Het woord is een samensmelting van de woorden Ost (oost) en Nostalgie.
De term Ostalgie wordt ook af en toe gebruikt om naar nostalgie verwijzen voor het leven onder het socialistische systeem in andere voormalige communistische landen van Oost-Europa, met name Polen en de Sovjet-Unie.
Misschien wel de belangrijkste motivatie voor de 'Ostalgie' was de afwezigheid van werkloosheid in de DDR. Ostalgie zou inderdaad geïnspireerd kunnen zijn door een verlangen bij de voormalige "Ossies" naar de bestaanszekerheid en gemeenschapszin in de DDR. Vóór 1990 konden ze niet getroffen worden door werkloosheid. Op een bevraging door het Duitse blad Der Spiegel of de DDR 'de betere staat' was (vergeleken met de Bondsrepubliek), antwoordde 57% van de Ossies ja. Op de stelling dat er in de DDR geen reisvrijheid bestond, werd geantwoord dat 'inwoners van Duitsland die tegenwoordig leven van een minimumloon die vrijheid ook niet hebben'.
Daarnaast ging het over nostalgie naar kleinere dagelijkse elementen. De eerste uitingen van Ostalgie waren de zogenaamde Ostalgie-party's. Later ging ook de televisie aandacht besteden aan Ostalgie. Zo had in 2003 vrijwel elke grote televisiezender een show over de DDR. RTL zond bijvoorbeeld Die DDR Show uit, ZDF de OSTalgie-Show en Sat.1 bracht Meyer & Schulz - Die ultimative Ost-Show. In deze shows wordt het DDR-gevoel herbeleefd met onder andere Trabantjes (automerk), Ampelmännchen (voetgangerslicht), Wartburgs (automerk) en Sandmännchen (poppenserie op televisie). In de bioscopen was in 2003 de film Good bye, Lenin! te zien, waarin een jongeman zijn moeder, die tijdens de 'Wende' in coma lag, in de waan laat dat ze nog in de DDR leeft, omwille van haar broze gezondheid.
Critici zijn van mening dat de Ostalgie-shows een te eenzijdig beeld geven van de DDR en dat de onderdrukking en de mensenrechtenschendingen tijdens de DDR-dictatuur gebagatelliseerd worden.